# Ogmoderidius aethiopicus
Ogmoderidius aethiopicus là một loài bọ cánh cứng trong họ Cerambycidae.